# Bomarea pardina
Bomarea pardina är en alströmeriaväxtart som beskrevs av Herb.. Bomarea pardina ingår i släktet Bomarea och familjen alströmeriaväxter. Inga underarter finns listade i Catalogue of Life.